# Loch Nisreaval
Loch Nisreaval, schottisch-gälisch: Loch Nisreabhal, ist ein Süßwassersee auf der schottischen Hebrideninsel Lewis and Harris in der Council Area Äußere Hebriden beziehungsweise in der traditionellen Grafschaft Ross-shire.

## Beschreibung
Der See liegt im Osten von Lewis, dem Nordteil der Doppelinsel. Die nächstgelegenen Ortschaften sind das 1,5 Kilometer östlich gelegene Leurbost und Achmore 3,5 Kilometer nordwestlich. Vor dem Südufer des Loch Nisreaval erhebt sich der 116 Meter hohe Steishal, vor der Ostflanke der 104 Meter hohe Nisreaval und vor der Nordflanke der 107 Meter hohe Oidraval. Der Loch Nisreaval liegt auf einer Höhe von 38 Metern über dem Meeresspiegel. In einer dünn besiedelten Region der Insel gelegen, sind seine Ufer unbesiedelt. Nahe seines Ostufers verläuft die von Stornoway bis Rodel an der Südspitze von Harris verlaufende A859.
Der Loch Nisreaval weist eine maximale Länge von 1,1 Kilometern bei einer maximalen Breite von 0,55 Kilometern auf, woraus sich eine Seefläche von 29 Hektar und ein Umfang von fünf Kilometern ergeben. Die mittlere Tiefe des Loch Nisreaval beträgt 5,7 Meter, woraus ein Volumen von 1.645.480 Kubikmetern resultiert. Sein Einzugsgebiet umfasst 161 Hektar und besteht zu etwa 52 % aus Moorlandschaft und zu 30 % aus Grasland, während Grundwasser 18 % des Zuflusses ausmacht. Das Einzugsgebiet erstreckt sich im Wesentlichen nach Norden und Süden. Der See verfügt über keine benannten Zuflüsse. Vom Westufer fließt ein Bach ab, der zuvor zahlreiche Seen durchfließend, schließlich in den Loch Roag entwässert. Der nur 300 Meter nördlich gelegene Loch Thobhta Bridein entwässert hingegen nach Osten über den Loch Leurbost in die Schottische See.